# سپاه فتح کهگیلویه و بویراحمد

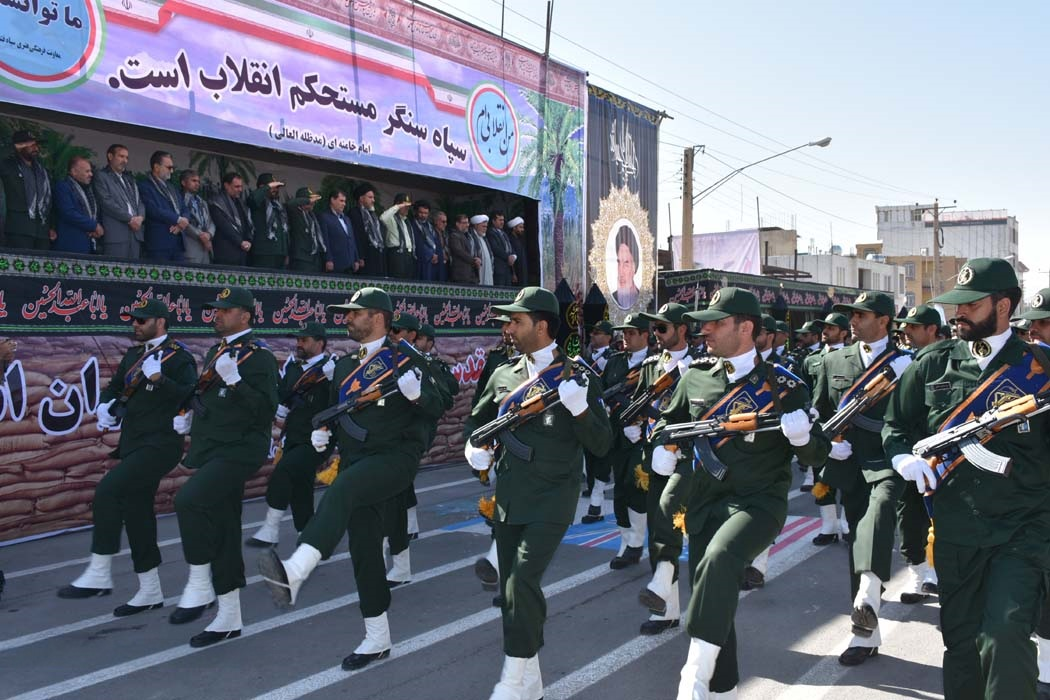
رژه نیروهای سپاه فتح کهگیلویه و بویراحمد به مناسبت سالگرد جنگ ایران و عراق در یاسوج، سال ۱۳۹۷

سپاه فتح کهگیلویه و بویراحمد یگان نظامی-امنیتی و از سپاه‌های استانی زیرمجموعه سپاه پاسداران انقلاب اسلامی است، که ستاد فرماندهی آن در شهر یاسوج مستقر می‌باشد و وظیفه فرماندهی و کنترل کلیه یگان‌های سپاه و بسیج مستقر در استان کهگیلویه و بویراحمد را برعهده دارد. مهم‌ترین یگان‌های زیرمجموعه این سپاه، تیپ ۴۸ فتح از نیروی زمینی سپاه و ۹ سپاه ناحیه‌ای (نواحی بسیج شهرستان‌های استان) همچون سپاه گچساران، سپاه کهگیلویه، سپاه بویراحمد و سپاه لنده می‌باشند. در حال حاضر سرتیپ‌دوم پاسدار مصطفی مثنوی فرماندهی سپاه فتح کهگیلویه و بویراحمد را برعهده دارد.